# Paul Prellwitz
Franz Paul Prellwitz (* 16. August 1886 in Graudenz; † 26. Januar 1957 in Hamburg) war ein deutscher Verwaltungsbeamter und Politiker (NSDAP).
Prellwitz besuchte die Gymnasien in Deutsch Krone und Hohensalza. 1904 trat er in den Vorbereitungsdienst für die mittlere Justizbeamtenlaufbahn. 1909 wurde er Gerichtssekretär. 1914 bis 1918 leistete er Kriegsdienst. Nach dem Krieg wurde er Obersekretär und Justizinspektor. Er war verheiratet. Vom 1. August 1933 bis April 1938 war er Senator bzw. Stadtrat in Harburg-Wilhelmsburg. Am 12. April 1938 wurde er Direktor des Landesjugendamtes Hamburg und am 1. November 1939 Leiter der Hamburger Sozialverwaltung. Von Dezember 1943 bis November 1944 war er Leiter des Dezernats „Kriegsschäden“ in Hamburg. Am 21. Juni 1945 wurde er auf Anweisung der Militärregierung aus dem Staatsdienst entlassen.
Zum 10. Juli 1925 trat Paul Prellwitz der NSDAP bei (Mitgliedsnummer 10.217) und gründete am 18. Juli die Ortsgruppe der NSDAP in Harburg. Am 20. Mai 1928 kandidierte er erfolglos für den Reichstag. Nach der Machtergreifung der Nationalsozialisten wurde er 1933 Mitglied im Provinziallandtag der Provinz Hannover und von April bis zum 10. Juli 1933 des preußischen Staatsrates. Von Oktober 1933 bis April 1938 war er Gauwalter des RDB und Gauamtsleiter des Amtes für Beamte des Gaus Osthannover der NSDAP. Nach dem Krieg wurde er im Juni 1945 durch die Militärverwaltung entlassen und später einem Entnazifizierungsverfahren unterzogen.